# Хань Хуан
Хань Хуан (韓滉, 722 — 787) — китайський державний діяч, один з найвизначніших художників часів династії Тан.

## Життєпис
Народився у 722 році у місті Чан'ань. Походив з відомої столичної чиновницької родини. Син Хан Сю, канцлера 733 року. Отримав гарну освіту, зробив успішну кар'єру. У 771 році він дослужився до міністра обліку, в його обов'язки входив контроль за економікою західного Китаю. На цій посаді він провів серйозну антикорупційну кампанію. Суворі заходи, до яких він удався, спонукали наступного імператора Де-цзуна (780—805), довірити Хань Хуану кілька різних високих посад, він був міністром у справах релігії, префектом префектур Цзінь і Су, військове губернаторство Чженьхай (у північній частині сучасної провінції Цзянсу).
У 784 році через заколот Чжу Ці імператор втік зі столиці. Хань Хуан, у якого була добре підготовлена армія, брав участь у наведенні порядку. У 780-ті роки він був призначений правителем шести південних округів, командував флотом в Цзянсу і Чжецзяні, а також військами ще в чотирьох областях Китаю. Після придушення заворушень у 786 році він супроводжував імператора при його поверненні у столицю — Чан'ань. За вірну службу Хань Хуан у 785 році отримав посаду очільник імператорського секретаріату та був зведений в аристократичний титул гун (князь), отримавши у власність володіння Цзінь. Помер у місті Чан'ань у 787 році.

## Творчість
Хань Хуан був самодіяльним художником, працював у різних жанрах і мав численних учнів. В особливу заслугу йому ставилося правдивість і виразність його творів, а також інтерес до повсякденного життя.

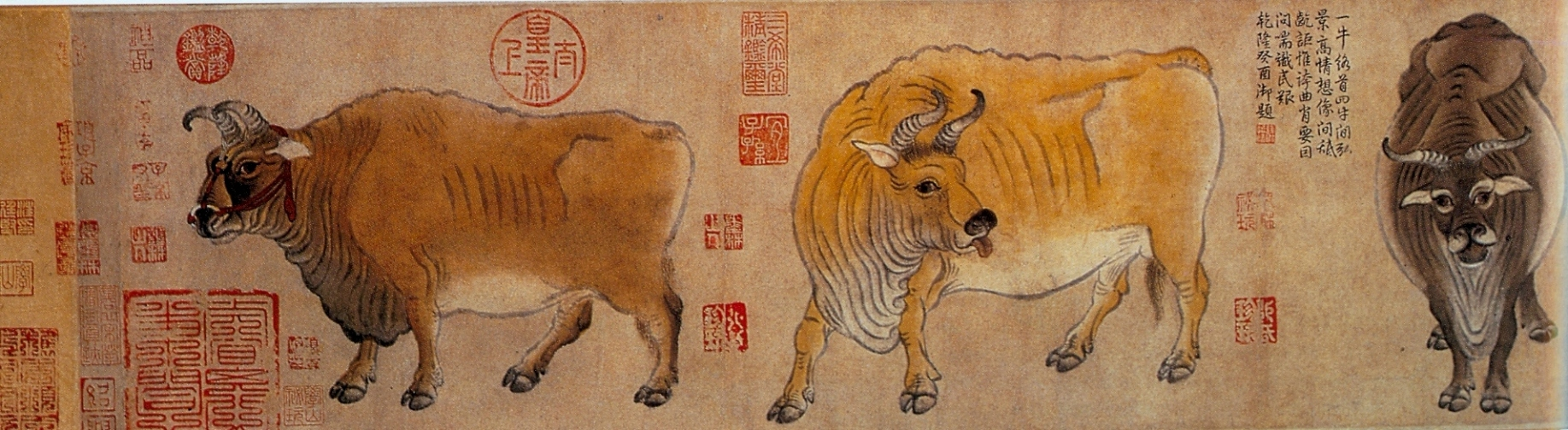
«П'ять буйволів». Хань Хуан.

Саме Хань Хуану належить один з найзначніших творів танського анімалістичного жанру — картина «У нюйту» («П'ять буйволів», інший варіант «П'ять биків», 20,8 х139 см, шовк, фарби, копія XI—XII ст. Музей Гугун, Пекін). Це надзвичайний за реалістичністю й художньою майстерністю твір, який зводиться виключно до зображення фігур тварин. У центрі розміщено малюнок буйвола анфас — так, немов він дивиться впритул на глядача. Фігури чотирьох інших буйволів, показаних в профіль в різних позах — неначе в русі, розміщені з двох боків від центру. Кожна тварина має власну масть, передану природно і напрочуд правдоподібно.
Цьому майстру належить також інший відомий сувій — «Вень юань» («Сад вчених», інший переклад — «Сад словесності», 37,5 Х58, 5 см, шовк, туш, фарби. Музей Гугун, м. Пекін), що відтворює ситуацію розмови чотирьох чиновників, які розташувалися під старою сосною. За набором образів і настрою ця картина багато в чому передбачає сцени «милування природою», що набули поширення у станковому живописі XII—XIII ст. Продовжувачем традицій Хань Хуана став його учень Дай Сун.